# Petalesharo
Petalesharo (c. 1797 – c. 1832) fou un cabdill skidi pawnee qui rescatà una noia comanxe Ietan d'un sacrifici humà ritual en 1817 (a l'actual Nebraska) i va guanyar publicitat pel seu acte en els diaris estatunidencs. En 1821 va ser un dels nombrosos caps tribals de les Grans Planes que anaren a Washington, DC com a part de la Delegació O'Fallon, on es van reunir amb el president James Monroe.

## Història
Com era la seva pràctica tradicional, els pawnee havien capturat a una nena enemiga per sacrificar-la com a part de la cerimònia de l'Estrella del Matí en el solstici de primavera. Ells cuidaven bé d'ella abans del sacrifici en les setmanes o mesos d'antelació.
El pare de Petalesharo Knife Chief (Lachelasharo) s'oposava a la cerimònia, però la tribu ignorava les seves objeccions. El ritual tenia una llarga tradició i la gent creia que els seus cultius i la caça patirien si l'estrella del matí no rebia una ofrena de sacrifici humà. La noia comanxe va ser lligada a una pira i es va preparar per al sacrifici quan Petalesharo va acostar als guerrers reunits per al ritual. En anunciar que el seu pare, també un cap, desaprovava la cerimònia, va alliberar la noia i se la va emportar. Petalesharo va donar-li la llibertat, un cavall i provisions, després la van enviar a casa per reunir-se amb la seva tribu.
Els missioners que treballaven a l'àrea havien sentit la història de la valentia de Petalesharo. La història va circular arreu dels Estats Units, apareixent als diaris que oferien una versió romàntica del rescat. La història de Petalesharo va aparèixer per primera vegada a The Washington Daily National Intelligencer el 22 de novembre de 1821. A l'hivern de 1821 el New York Commercial Advertiser publicà un poema d'onze estrofes, "The Pawnee Brave." El poema esdevingué popular i fou llegit i recitat als salons dels novaiorquesos sentimentals.
Petalesharo formava part d'una delegació de caps nadius americans que van viatjar a Washington DC el 1821 en un viatge organitzat pel superintendent d'afers indis, Thomas L. McKenney, i l'agent indi Benjamin O'Fallon (coneguda com a Delegació O'Fallon). Els funcionaris dels Estats Units intentaven impressionar als nadius amb el poder i la riquesa de l'home blanc i l'ideal era persuadir-los per posar fi a la seva guerra contra els colons americans. Els nadius americans que van participar en aquesta delegació realitzaren danses tradicionals, que van atraure un públic registrat de 6-10.000 persones. Moltes empreses i el Congrés tancaren un dia per permetre que el personal assistís a les actuacions.
Durant la visita a Washington la notícia del rescat de Petalesharo es va convertir en un tema de discussió. A Miss White's Select Female Seminary, les joves estudiants demanaren assistir a les danses dels nadius americans. Després, es van recaptar fons per donar una medalla a Petalesharo per commemorar el seu acte valent. Feta de plata, la medalla tenia imatges que representen el seu rescat, juntament amb la inscripció, "el més valent dels valents". McKenney acompanyà Petalesharo a la casa d'un dels pares dels alumnes. Allà les dones joves van regalar-li la medalla. Petalesharo v pronunciar un breu discurs, dient: "No sabia que la llei era tan bona. Venia del meu cor. Jo ignorava el seu valor. Ara sé que era bona. M'ho feu saber en donar-me aquesta medalla."
El comissionat de la BIA Charles Bird King va pintar els retrats de Petalesharo i d'altres membres de la delegació, inclosos Young Omahaw, War Eagle, Little Missouri i Pawnees. Petalesharo també es pot veure en el retrat de 1822 fet per Samuel Morse, The Old House of Representatives, que ara es troba a la Galeria d'Art Corcoran. Durant el viatge, Petalesharo es va trobar amb l'escriptor James Fenimore Cooper, qui es creu que li va inspirar escriure la seva novel·la The Prairie.
La noia comanxe no va ser la primera a qui Petalesharo havia rescatat de sacrifici ritual. En 1818 va evitar el sacrifici d'un jove en condicions similars. Agents indis havien advertit les tribus contra la continuació dels seus sacrificis. En 1833, Petalesharo, amb l'ajuda d'un agent indi, va tractar de rescatar una jove xeiene que havia estat portada en una batuda. Durant el seu esforç un skidi Pawnee va disparar i va matar la noia d'una fletxa mentre s'aixecava del cavall.
L'última referència històrica per Petalesharo és en 1825, quan ell i el seu pare van signar un tractat a Fort Atkinson, a la riba oest del riu Missouri. Es creu Petalesharo que va morir en 1832 i va ser enterrat a Nebraska.
La medalla que li van donar les estudiants a Washington fou excavada en 1883 d'un cementiri al comtat de Howard (Nebraska). Un jove granger, Olando Thompson, va desenterrar la medalla de l'antic emplaçament d'un llogaret skidi. Per la dècada de 1920, la Societat Americana de Numismàtica a Nova York va comprar la medalla per la seva col·lecció.
Fonts antigues sovint confonen Petalesharo amb dos altres cabdills pawnee del segle xix amb el mateix nom. Un segon Petalesharo també va acompanyar la delegació de 1821 a Washington. Un tercer Petalesharo va ser el cap principal dels Grans pawnees en la dècada de 1860.